# Nikolaj Koppel
Nikolaj Koppel (født 6. marts 1969 i Gentofte) er en dansk pianist, musikchef, journalist og medstifter af Podimo.

## Tidlige liv
Koppel er søn af operasangeren Lone Koppel og pianisten John Winther. Han begyndte at spille klaver som treårig og optrådte som professionel fra 20-års alderen.[kilde mangler]

## Uddannelse og karriere
Der er for få eller ingen kildehenvisninger i dette afsnit, hvilket er et problem. Du kan hjælpe ved at angive troværdige kilder til de påstande, som fremføres.

Han er uddannet på Det Kongelige Danske Musikkonservatorium, hvor han afsluttede sin solistklasse. Herefter turnerede han som solist i USA, Tyskland, Australien og Skandinavien. Han imponerede i 1998 ved som den første danske pianist at indspille det pianistiske storværk Brahms' Klaverkoncert nr. 1 med Radiosymfoniorkestret og Thomas Dausgaard (EMI).
I 2000 overraskede han ved at bebude, at han ville trække sig tilbage fra koncertlivet for i stedet at være journalist. Som freelancejournalist var han bl.a. tilknyttet Information, og i en årrække var han redaktionschef på magasinet Euroman. I 2005 blev han udnævnt til musikchef i Tivoli. I 2009 og i 2010 var han dommer på DR i talentshowet Talent 2009 og Talent 2010.
Koppel var sammen med sin fætter, saxofonisten Benjamin Koppel, initiativtager til cross-over-ensemblet Mad Cows Sing (der har udgivet to CD'er, herunder "Cow Clash" på pladeselskabet cowbellmusic.dk). Med det spillede han en lang række koncerter i årene 1996-2001, bl.a. i Carnegie Recital Hall i Carnegie Hall i New York i USA.
Fra 20. januar 2010 til 28. april 2011 var han vært på DRs Aftenshowet.
Han var sammen med Hella Joof vært på radioprogrammet Åbent Hus, der blev sendt hver søndag formiddag fra kl. 9.07-11.30 på P2. Programmet handlede om klassisk musik og var rettet både mod allerede indviede lyttere til klassisk musik og uerfarne, nysgerrige.
Koppel var i årene 2011-2014 ansat som kanalredaktør på DR P2 og redaktør på DR P1. Han optræder ind imellem stadig som TV-vært på DR1 og har kunnet ses bl.a. i dirigentkonkurrencen Maestro, Danmarks Indsamling 2013, 2014 og 2015, Kronprinsparrets Kulturpris 2011, 2013 og 2014, DR3s Musikåret der gik 2014, 2015, 2016 og 2017, Spil for Livet og ved Festforestillingen i anledning af Hendes Majestæt Dronning Margrethes 40 års regeringsjubilæum i 2012 samt H.K.H Prinsgemalens 80 års fødselsdagsfest og Eurovision Song Contest 2014, sammen med Lise Rønne og Pilou Asbæk..
I november 2014 blev det offentliggjort at Nikolaj Koppel var blevet udnævnt som underdirektør i Tivoli per 1. januar 2015.
I 2019 stiftede han Podimo sammen med Morten Strunge, Sverre Dueholm, Andreas Sachse og Eva Lægdsgaard.